# Nationalisme français pendant la Seconde Guerre mondiale
 (août 2023).
Améliorez-le ou discutez des points à vérifier. 
Le nationalisme français pendant la Seconde Guerre mondiale est un ensemble complexe d'attitudes vis-à-vis de l'occupant nazi, du gouvernement de Vichy et de la résistance.
L’extrême droite prospère pendant l'entre-deux-guerres : ligues d'extrême droite. Minée par les scandales politico-financiers, la IIIe République est dans le même temps impuissante à enrayer les effets de la crise qui ravage la France en 1931. Les mouvements nationalistes se multiplient, prônant pour certains l’antiparlementarisme, pour d’autres la xénophobie, l'antigermanisme, l’antisémitisme ou encore l’anticommunisme. En 1940, la débâcle face à l’envahisseur allemand est perçue par de nombreux nationalistes français comme la sanction de la décadence française et la preuve que la République a été incapable d’assurer la défense du pays. La même année, le maréchal Pétain accède au pouvoir. Certains nationalistes français le rejoignent dans la politique de collaboration, d'autres s'engagent dans la résistance contre les forces d'occupation allemandes.

## Nationalisme français dans la résistance
Dès la défaite de 1940 ainsi que plus tard, de nombreux nationalistes français ont rejoint le Général De Gaulle contre l'occupation allemande. Le gaullisme pendant la Seconde Guerre mondiale était fortement nationaliste et les premières composantes de la France libre provenaient souvent de la droite et de l'extrême droite[réf. nécessaire]. De Gaulle lui-même était à l'époque un catholique nationaliste et conservateur. En outre, les nationalistes et les monarchistes ont été parmi les premiers résistants en France,.
L'admiration pour le nazisme ou/et le fascisme ne faisait pas l'unanimité dans les rangs de l'extrême droite antisémite française, la germanophobie et le nationalisme induisant, chez certains, le rejet du nazisme.

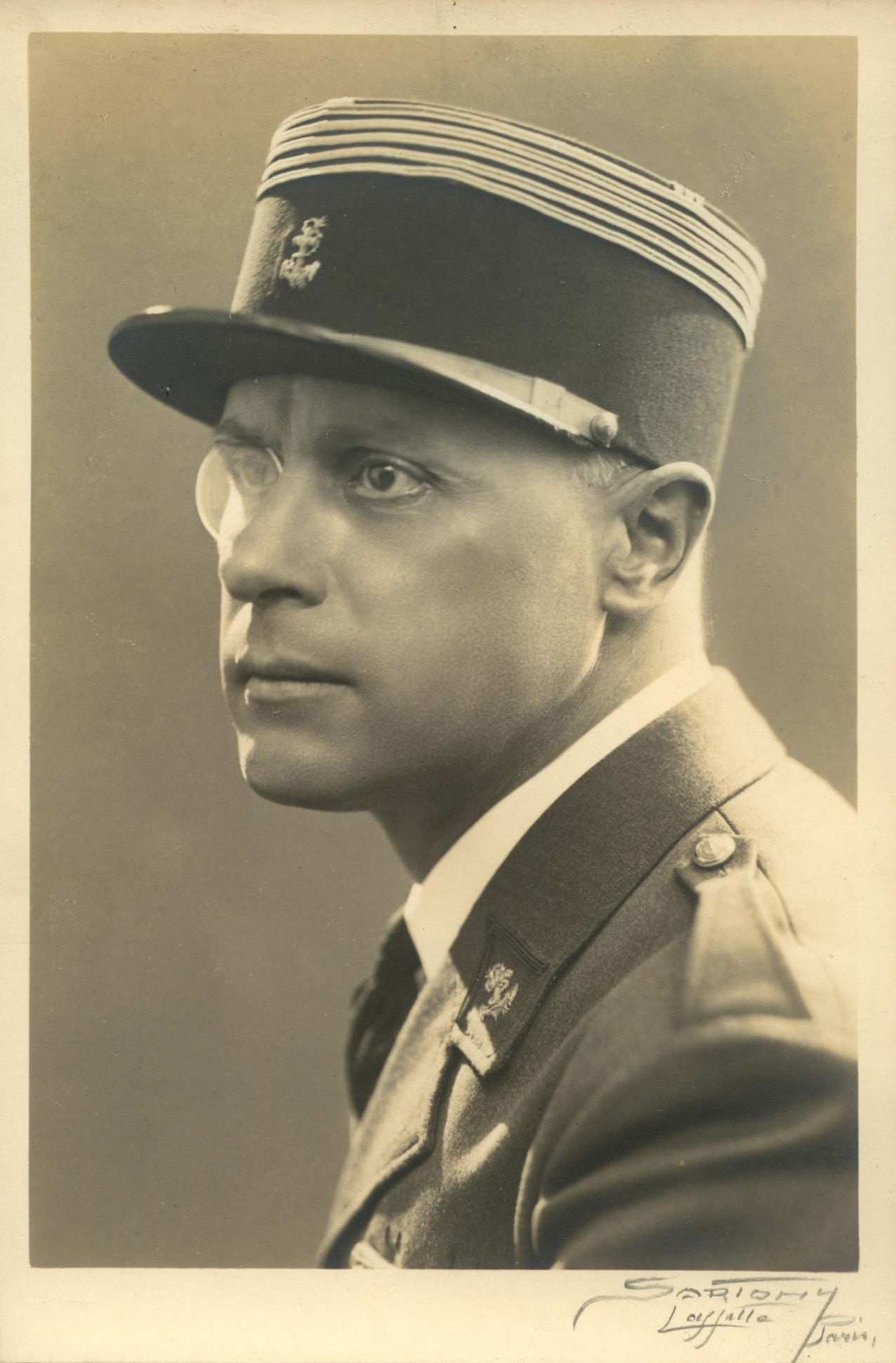
Georges Groussard vers la fin des années 1930, une des figures de la résistance nationaliste française.

Au sein de la Résistance française, un bon nombre parmi les premiers résistants étaient des nationalistes français dès 1940. De nombreux membres des Croix-de-Feu, de l'Action française ainsi que d'anciens volontaires de la Bandera Jeanne d'Arc (unité française s'étant battue du côté des nationalistes espagnols pendant la Guerre d'Espagne) ont rejoint la résistance. Dès que Pétain serre la main d'Hitler, d'autres nationalistes, ulcérés par le geste, se rallient à la Résistance.
Août 1940 voit la fondation du réseau de résistance Combat dont une partie non-négligeable des membres sont des nationalistes.
Le Colonel Rémy, militant nationaliste avant la seconde guerre mondiale, rejette dès le début l'Armistice du 22 juin 1940 et s'engage dans la résistance dès l'appel du 18 juin 1940.
Il est parmi les premiers à se rallier au général de Gaulle et forme le mouvement de résistance Confrérie Notre-Dame, un réseau de catholiques français de droite. 
En zone occupée, le Réseau de la Résistance est né sous l'impulsion d'hommes issus de divers mouvements d'extrême droite, l'OCM (Organisation civile et militaire)
Georges Loustaunau-Lacau est le fondateur de l'un des plus grands réseaux de résistance, le Réseau Alliance dont les membres sont principalement issu des milieux de droite et d'extrême droite, Marie-Madeleine Fourcade, elle-même issue de la droite nationaliste et ancienne opposante au Front populaire dirige le réseau de 1941 à 1943 puis de 1944 jusqu'à la fin de la seconde guerre mondiale.
Georges Valois, une des figures historiques de l'extrême droite royaliste d'avant la Première Guerre mondiale, du Cercle Proudhon, puis l'un des fondateurs du premier parti fasciste français, Le Faisceau, rompt avec l'extrême droite, crée le Parti républicain syndicaliste, rédige des brochures clandestines pour la Résistance intérieure française, est déporté au camp de concentration de Bergen-Belsen où il meurt du typhus.
En 1942, le colonel François de La Rocque, personnalité de la droite nationaliste d'avant-guerre des Croix-de-Feu et du Parti social français, fonde le Réseau Klan, lié au Réseau Alibi : il est arrêté ultérieurement par la Gestapo et déporté, mais son réseau fonctionne jusqu'à la Libération de la France. 
Noël Ottavi, l'une des figures des Croix-de-Feu et du Parti social français décède pendant la guerre à cause de ses activités de résistance.
En 1942, Georges Groussard, rallié à Vichy, fait défection, et fonde le « Réseau Gilbert », qui travaille avec le Secret Intelligence Service britannique dans le but de fournir des informations sur les occupants allemands.
Daniel Cordier, un ancien membre de l'Action française, est l'un des proches de Jean Moulin pendant la guerre : il rompt avec l'extrême droite.
Un autre phénomène est celui des « vichysto-résistants », des résistants qui approuvent la politique du Régime de Vichy mais rejettent l'occupation allemande.
Parmi eux, Pierre de Bénouville ou le futur président de la République française François Mitterrand, qui évolue à gauche après la guerre.
La Manifestation du 11 novembre 1940 en défi à l'occupation allemande, Jean Ebstein-Langevin, André Pertuzio et Alain Griotteray, sympathisants et militants de l'Action française, participent à cet acte ouvert de résistance.
Henri d'Astier de La Vigerie, militant de l'Action française, suspecté d'être un membre de la Cagoule avant la guerre, devient un compagnon de la Libération et l'une des figures de la reprise de l'Afrique du Nord des mains du régime de Vichy. 
Jean-Baptiste Biaggi, également sympathisant puis militant de l'Action française et en relation avec d'Astier de la Vigerie, fonde plus tard le Réseau Orion qui sert de chaîne entre la résistance française et la résistance belge : le réseau se consacre en priorité aux évasions de Français par l'Espagne,.

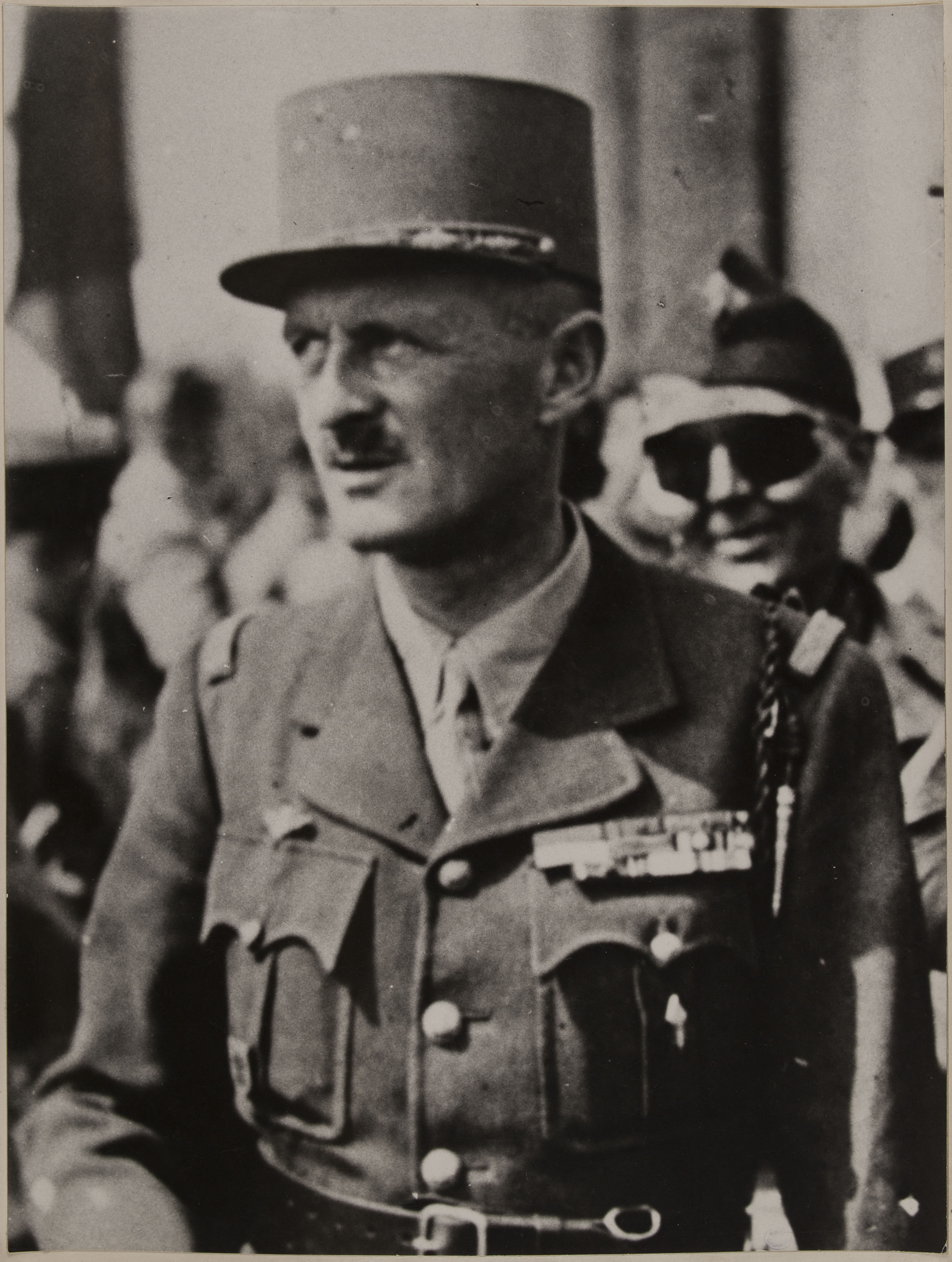
Le général Philippe Leclerc de Hautecloque à Paris, le 26 août 1944.

L'un des nationalistes français les plus célèbres aillant rejoint la lutte contre l'Allemagne nazie est Philippe Leclerc de Hauteclocque, ancien sympathisant de l'Action française et commandant de la 2e division blindée qui participe à la Libération de la France et à la Campagne d'Allemagne de 1945. Jean de Lattre de Tassigny, également l'une des grandes figures de l'histoire militaire française est également un nationaliste antirépublicain dans l'entre-deux-guerres.
Roger Holeindre, une des personnalités de l'extrême droite française d'après-guerre, est membre de la résistance.

## Nationalisme français dans la collaboration

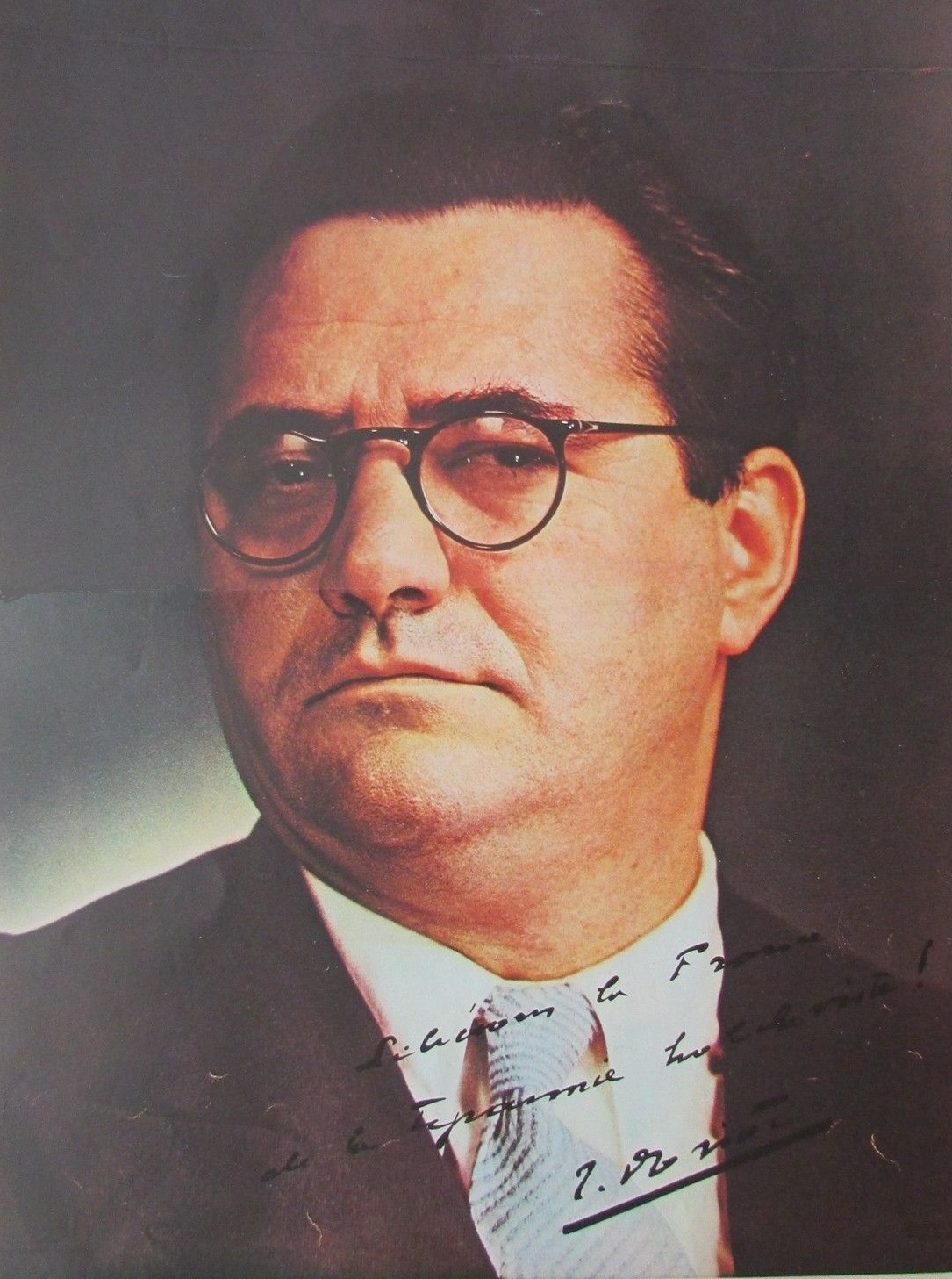
Jacques Doriot en 1941.

Une autre partie de la mouvance nationaliste se rallie à la collaboration et au Maréchal Pétain : les fascistes français et des réactionnaires. 
Le Parti populaire français (PPF) de Jacques Doriot est le principal parti politique de la collaboration avec l'Allemagne nazie. 
Le Parti franciste de Marcel Bucard participe également à la collaboration avec l'occupation allemande.
Certains membres de l'Action française ne prennent pas la même trajectoire que nombres de leurs anciens camarades et décident de collaborer, notamment Robert Brasillach ainsi que le théoricien de l'AF Charles Maurras. 
Lucien Rebatet, longtemps anti-allemand, décide de collaborer fanatiquement avec l'occupant allemand.
Philippe Henriot, le plus grand propagandiste du régime de Vichy, a fait partie de l'extrême droite de l'entre-deux-guerres. Certains de ses anciens camarades sont devenus résistants tandis que d'autres choisissent de collaborer. Il est finalement tué par un commando des Forces françaises de l'intérieur.
La Milice française créée par Joseph Darnand est l'une des forces collaborationnistes les plus acharnées du régime de Vichy, généralement composé de militants d'extrême droite et d'opportunistes. 
Les premiers volontaires de la Milice comprennent des membres des partis d'extrême droite français d'avant-guerre, tels que l'Action française, et des hommes de la classe ouvrière convaincus des avantages de la politique du gouvernement de Vichy. 
La Milice persécute les Juifs et les résistants de toutes tendances politiques (y compris les résistants nationalistes) en France.
Organisation de type fasciste, la Milice se voulait un mouvement révolutionnaire, à la fois antirépublicain, antisémite, anticommuniste, contre le capitalisme international, pour le corporatisme, nationaliste et autoritaire.

## Héritage
Si dans l'imaginaire collectif, la collaboration était d'extrême droite, en réalité, ce n'était pas la seule composition et bon nombre d'anciens de la gauche rejoignirent également la collaboration avec l'Allemagne nazie, à l'instar de Marc Augier et Marcel Déat.
Certains collaborateurs n'étaient pas politisés et étaient parfois mafieux, comme Henri Lafont et la Gestapo française de la rue Lauriston.

## Documentaires
- 1939-1945 – Quand l'extrême droite résistait, 2017[20]